# Всё из-за этой шальной Паулины
«Всё из-за этой шальной Паулины» (латыш. Tās dullās Paulīnes dēļ) — художественный фильм режиссёра Вии Бейнерте, снятый по одноимённому рассказу Визмы Белшевицы на Рижской киностудии в 1979 году.

## Сюжет
Так сложилась жизнь двух пожилых сестёр Паулины и Лизбет, что не были они никогда невестами и не гуляли на своих свадьбах.
Активная и романтичная Паулина предложила сестре заработать немного денег на сборе грибов и купить себе дорогие и красивые платья для предстоящих когда-нибудь похорон.
Не отказывая себе, сёстры купили ещё и ультрамодные парики. Дамы стали настолько красивы в обновках, что решили запечатлеть этот момент и вызвали фотографа.
Паулина устроилась в гробу, желая понять, как она будет там выглядеть. Ожидая мастера, она незаметно уснула, и фотограф был в полной уверенности, что снимает почившую старушку.
Когда, неожиданно, в ответ на произнесённые в её адрес комплименты, «покойница» вдруг встала и заговорила, обезумевший от страха художник, сам едва не поменялся местами со своей подопечной.
Последовавшая цепочка забавных событий заканчивается настоящей свадьбой, на которой про неудавшиеся похороны уже никто не собирается вспоминать.

## В ролях
- Лилита Берзиня — Паулина
- Лидия Фреймане — Лизбет
- Эвалдс Валтерс — фотограф
- Светлана Блесс — Майга
- Арийс Гейкинс — Фредис
- Дзинтра Мендзиня

## Съёмочная группа
- Автор сценария: Алвис Лапиньш
- Режиссёр-постановщик: Вия Бейнерте (Рамане)
- Оператор-постановщик: Микс Звирбулис
- Художник-постановщик: Улдис Паузерс
- Композитор: Иварс Вигнерс
- Монтажёр: Эрика Мешковска

## Дополнительные факты
- Фильм стал дипломной работой студентки ВГИКа Вии Бокаловой, после замужества ставшей Вией Рамане, известной ныне, как Вия Бейнерте.
- На кинофоруме «Arsenāls» («Арсенал») фильм «Всё из-за этой шальной Паулины» («Tās dullās Paulīnes dēļ») был признан одним из 25 лучших латвийских фильмов.
- Фильм настолько популярен, что его до сих пор ежегодно показывают по Латвийскому телевидению. Фрагменты из фильма служат иллюстрациями для разнообразных телевизионных передач.[1]